# Hægebostad
Hægebostad è un comune norvegese della contea di Agder.